# خدنگ آسیایی کوچک
خدنگ آسیایی کوچک (نام علمی: Herpestes javanicus) نام یک گونه از تیره خدنگ است. این خدنگ بیشتر حشره‌خوار است اما رویکرد تغذیه‌ای فرصت‌طلبانه‌ای دارد و موش، خرچنگ، قورباغه، عنکبوت، عقرب، پستانداران کوچک و پرندگان و تخم پرندگان را هم شکار می‌کند.
این حیوان بومی خاک اصلی آسیا از عراق گرفته تا سواحل جنوبی چین و جزیره جاوه و سوماترا است. خدنگ کوچک آسیایی در جنگل‌ها و بوته‌زارها تا ارتفاع ۲۲۰۰ متری زندگی می‌کند و توانایی زندگی در محیطهای مسکونی و شهری را هم دارد. این حیوان برای مقابله با موش‌ها به مناطق مختلفی از جمله جزیره اوکیناوای ژاپن، جزایر هاوایی، و جزایر دریای کارائیب معرفی شد اما در تمامی موارد نتیجه مورد نظر را همراه نداشت و خدنگ‌ها به جای شکار موش با شکار پرندگان و تخم پرندگان بومی باعث نابودی بسیاری از پرندگان جزیره‌ای شدند.